# لارس سفينسون (عالم طيور)
لارس سفينسون هو عالم طيور سويدي، ولد في 1941 في السويد.

## وصلات خارجية
- لارس سفينسون على موقع ميوزك برينز (الإنجليزية)